# Drunkard
Drunkard ist eine griechische Thrash-Metal-Band aus Thessaloniki, die im Jahr 1999 gegründet wurde.

## Geschichte
Die Band wurde im Jahr 1999 gegründet. Das erste Demo Alcoholic Thrash Attack wurde im Jahr 2000 aufgenommen. Das Demo wurde an verschiedene Labels geschickt, bis Deathstrike Records sich entschied, das Demo im Jahr 2002 in größerer Anzahl zu veröffentlichen. Der Veröffentlichung folgten diverse Auftritte, bis im Jahr 2004 das Debütalbum Hellish Metal Dominate über Blackmetal.com Records erschien. Der Veröffentlichung folgten weitere Auftritte, ehe sich die Band nach Polen in das Hertz Recording Studio begab, um das Album Like Sin Explode aufzunehmen. Das Album wurde von den Wieslawski-Brüdern (Vader, Decapitated) produziert. Das Album erschien im Jahr 2010 über Surgical Diathesis Records.

## Stil
Die Band spielt eine aggressive Form des Thrash Metal, die mit den Werken von Kreator vergleichbar ist. Der Gesang hingegen erinnert in seiner Aggressivität hingegen eher an den einer Death-Metal-Band.

## Diskografie
- 2000: Alcoholic Thrash Attack (Demo, Eigenveröffentlichung)
- 2002: Alcoholic Thrash Attack (Demo, Deathstrike Records)
- 2003: Promo 2003 (Demo, Eigenveröffentlichung)
- 2004: Hellish Metal Dominate (Album, Blackmetal.com Records)
- 2010: Like Sin Explode (Album, Surgical Diathesis Records)